# 유리 (촉한)
유리(劉理, 212년 ~ 244년)은 중국 촉한(蜀漢)의 소열제(昭烈帝) 유비(劉備)의 아들로 후주(後主) 유선(劉禪)의 이복동생이다. 자는 봉효(奉孝).
장무 원년(221년), 유비가 황제에 즉위하고 양왕(梁王)에 봉해졌다. 건흥 8년(230년)에는 전년에 동오와 약조하여 양국이 소속된 예주를 동오령으로 정했기 때문에, 촉한령으로 정한 기주에 소속된 안평왕(安平王)으로 바꿔 봉해졌다.
연희 7년(244년), 33세에 사망하였고, 도왕(悼王)으로 추증되었다. 그의 부인은 마초(馬超)의 딸이다.

## 친족 관계

### 관련 인물
- 유봉
- 유비
- 유선
- 유영
- 유윤
- 유집

## 같이 보기
- 삼국지 인물 목록